# Erosione fluviale

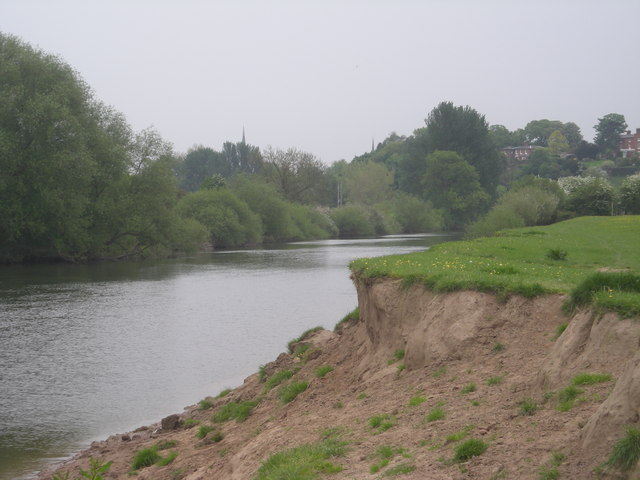
Erosione di una sponda fluviale

L'erosione fluviale è quel fenomeno che determina la movimentazione e il dislocamento dei sedimenti di fondo alveo o di sponda, in un corso d'acqua, per azione della corrente idrica.
A breve termine tale fenomeno si concretizza in smottamenti localizzati, mentre a lungo termine il corso d'acqua tende a trovare un nuovo equilibrio, per cui si potranno verificare il corazzamento di fondo alveo e/o il raggiungimento di una pendenza di fondo di equilibrio.

## Fattori di influenza
I principali fattori che influiscono sui fenomeni erosivi in un corso d'acqua sono i seguenti:
- proprietà idrauliche (velocità della corrente, gradiente idraulico o cadente piezometrica, tirante idrico prodotto dalle portate al colmo di piena, ...);
- proprietà dei sedimenti (curva granulometrica, peso specifico, ...);
- caratteristiche locali (presenza di massi, vegetazione o manufatti idraulici).

## Equilibrio fluviale
Un fiume si può definire in equilibrio quando, considerendo un periodo dell'ordine degli anni, la pendenza di fondo alveo raggiunta fornisce la velocità richiesta per il trasporto del materiale proveniente dal bacino imbrifero di monte.
Lo stato di equilibrio fluviale può essere descritto dalla seguente relazione di proporzionalità diretta:
{\displaystyle Q_{s}\cdot D_{m}=k\cdot Q_{b}\cdot S_{b}}
dove:
- {\displaystyle Q_{s}} è la portata sedimentaria massica relativa alla porzione di sedimenti più grossolana disponibile in significative quantità nel letto fluviale[4], in {\displaystyle [kg/s]};
- {\displaystyle D_{m}} è il diametro effettivo del mix sedimentario, in {\displaystyle [mm]};
- {\displaystyle Q_{b}} è la portata fluviale, in {\displaystyle [m^{3}/s]};
- {\displaystyle S_{b}} è la pendenza di fondo del tratto fluviale, adimensionale;
- {\displaystyle k} è una costante di proporzionalità, in {\displaystyle [{kg\cdot mm}/{m^{3}}]}.

Qualora fosse modificata una delle quattro variabili, una o più di una delle altre variabili deve modificarsi affinché il fiume torni in equilibrio; in particolare, diminuendo o eliminando il trasporto sedimentario da monte ({\displaystyle Q_{s}\downarrow }), ad esempio per effetto di una diga, a parità di portata fluviale ({\displaystyle Q_{b}=cost.}), a valle si avrà il corazzamento del fondo alveo, cioè l'aumento delle dimensioni del diametro medio del mix sedimentario superficiale ({\displaystyle D_{m}\uparrow }) e/o la diminuzione della pendenza del fondo ({\displaystyle S_{b}\downarrow }).
Altri esempi di modifica dello stato di equilibrio fluviale sono: la costruzione di briglie di consolidamento o di canali deviatori, la predisposizione di fognature delle acque bianche e lo scarico delle acque usate per l'irrigazione.
Per quantificare la variazione di equilibrio nel trasporto sedimentario si utilizzano modelli matematici, equazioni o procedure empiriche.

## Corazzamento del fondo alveo
Il corazzamento di un fondo alveo consiste nella formazione di uno strato sedimentario superficiale di dimensioni significativamente maggiori rispetto a quelle del substrato. Nei corsi d’acqua a fondo ghiaioso è comune il verificarsi di un debole corazzamento, mentre per corazzamenti più accentuati, potrebbero essersi verificate alterazioni locali dovute a un eccesso di capacità di trasporto rispetto all’alimentazione solida da monte.

### Determinazione del diametro minimo di corazzamento
I principali approcci alla determinazione del diametro minimo di corazzamento {\displaystyle {D_{c}}} dei sedimenti sono i seguenti:
- Meyer-Peter, Muller (equazione di trasporto al fondo);
- Mavis, Laushey (velocità competente al fondo);
- Lane (tensione di trascinamento);
- Shields (diagramma);
- Yang (moto incipiente).

#### Meyer-Peter, Muller
Le equazioni del trasporto al fondo permettono di determinare il diametro delle particelle non trasportabili, che rappresentano il materiale di fondo grossolano.
{\displaystyle {D_{c}}={{h\cdot S\cdot D_{90}^{1/4}} \over 0,058\cdot {\bigl (}{Q \over Q_{B}}{\bigr )}\cdot n_{S}^{3/2}}}
dove:
- {\displaystyle {D_{c}}} è il diametro minimo di corazzamento, in {\displaystyle [mm]}
- {\displaystyle h} è la profondità media dell'acqua per la portata dominante, in {\displaystyle [m]}
- {\displaystyle S} è la cadente piezometrica, in {\displaystyle [m/m]}
- {\displaystyle n_{S}} è la scabrezza Manning per il letto del fiume, in {\displaystyle [s\cdot m^{-1/3}]}
- {\displaystyle D_{90}} è il diametro per il quale il 90% dei sedimenti è più fine, in {\displaystyle [mm]}
- {\displaystyle {\frac {Q}{Q_{B}}}} è il rapporto tra portata totale e portata all'interno del canale, solitamente rapporto pari a 1 per portata dominante;

#### Mavis, Laushey
Le sperimentazioni eseguite hanno mostrato che il diametro del sedimenti movimentati è proporzionale alla velocità al fondo. Le particelle iniziano a muoversi alla cosiddetta velocità competente al fondo, approssimativamente pari a {\displaystyle 0,7\cdot v_{m}}.
{\displaystyle D_{c}=20,2\cdot v_{m}^{2}}
dove:
- {\displaystyle {D_{c}}} è il diametro minimo di corazzamento, in {\displaystyle [mm]}
- {\displaystyle v_{m}} è la velocità media nell'alveo, in {\displaystyle [m/s]}

#### Lane
Il metodo della tensione di trascinamento si basa sui risultati di molti studi che hanno correlato la forza di trazione (azione di trascinamento) della corrente con il diametro medio dei sedimenti. La tensione di trascinamento {\displaystyle \tau _{c}}, sotto l'ipotesi di alveo rettangolare largo {\displaystyle R_{H}={B\cdot h \over {B+2h}}\approx h}, è determinata dalla seguente equazione:
{\displaystyle \tau _{c}=\gamma _{w}\cdot h\cdot J}
dove:
- {\displaystyle \tau _{c}} è la tensione tangeziale della corrente agente sul fondo, in {\displaystyle [Pa]};
- {\displaystyle \rho _{w}} è la massa volumetrica dell'acqua, in {\displaystyle [kg/m^{3}]};
- {\displaystyle h} è la profondità media dell'acqua per la portata dominante, in {\displaystyle [m]};
- {\displaystyle J} è la cadente piezometrica, adimensionale.

Il diametro minimo di corazzamento {\displaystyle {D_{c}}} si ricava da un apposito diagramma sperimentale, in funzione di {\displaystyle \tau _{c}} e della tipologia di canale.

#### Shields

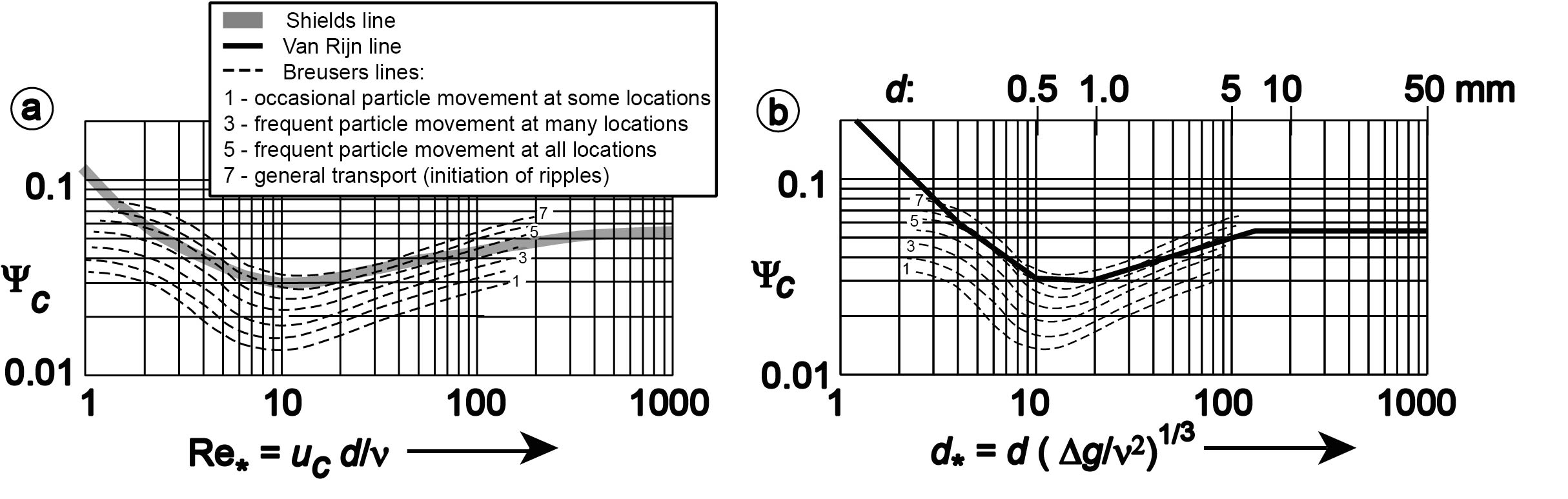
Diagramma di Shields

Nel processo di corazzamento di un fondo alveo, per la parte più grossolana dei sedimenti ({\displaystyle D>1,0\ mm}) e per numeri di Reynolds elevati ({\displaystyle Re>500}), il parametro di Shields per il moto incipiente {\displaystyle \Psi _{c}} assume il seguente valore:
{\displaystyle \Psi _{c}={\tau _{c} \over g\cdot (\rho _{s}-\rho _{w})\cdot D_{c}}=0,056}
dove:
- {\displaystyle \tau _{c}} è la tensione tangeziale della corrente agente sul fondo {\displaystyle [Pa]};
- {\displaystyle \rho _{w}} è la massa volumetrica dell'acqua {\displaystyle [kg/m^{3}]};
- {\displaystyle \rho _{s}} è la massa volumetrica dei sedimenti {\displaystyle [kg/m^{3}]};
- {\displaystyle {D_{c}}} è il diametro minimo di corazzamento {\displaystyle [m]};

Perciò, riarrangiando i termini della formula, si ottiene:
{\displaystyle D_{c}={\tau _{c} \over g\cdot (\rho _{s}-\rho _{w})\cdot 0,056}}

#### Yang
In condizioni di moto turbolento ({\displaystyle Re>70}), per il materiale di fondo di dimensioni maggiori ({\displaystyle D>2,0\ mm}), il moto incipiente è definito dalla seguente relazione:
{\displaystyle {v_{c} \over w}=2,05}
dove:
- {\displaystyle v_{c}} è la velocità critica media dell'acqua per la quale si è in condizioni di moto incipiente, in {\displaystyle [m/s]};
- {\displaystyle w} è la velocità di caduta terminale, in {\displaystyle [m/s]}.

Approssimando la velocità di caduta terminale con la velocità di assestamento si ottiene:
{\displaystyle w\approx 3,32\cdot D_{c}^{1/2}}
con {\displaystyle {D_{c}}} diametro minimo di corazzamento in {\displaystyle [m]}
Combinando le equazioni e riarrangiando i termini si ottiene:
{\displaystyle D_{c}=0,0216\cdot v_{c}^{2}}

### Profondità di corazzamento
La profondità di corazzamento è l'ipotetica profondità di erosione che si deve verificare nel letto fluviale affinché si raggiunga un nuovo stato di equilibrio.
È possibile ricavare una prima stima della profondità di erosione partendo dall'analisi granulometrica dei sedimenti, basandosi sulle seguenti ipotesi:
1. le proprietà idrauliche del canale prima e dopo l'erosione sono le stesse;
2. la pendenza del canale prima e dopo l'erosione è la stessa.

Chiamando {\displaystyle y_{d}} la profondità di erosione (pari alla differenza tra la quota del fondo alveo prima dell'erosione e dopo l'erosione), {\displaystyle y_{a}} lo spessore dello strato di corazzamento al di sopra dei sedimenti indisturbati e {\displaystyle y} la differenza di quota tra il fondo alveo prima dell'erosione e il fondo dello strato di corazzamento dopo l'erosione, si può scrivere:
{\displaystyle y_{d}=y-y_{a}},
essendo {\displaystyle y_{a}} solitamente ricavato come {\displaystyle \min(3\cdot D_{c}\ ;\ 0,15\ m)}.
Definendo {\displaystyle \Delta p} la frazione di sedimenti di diametro maggiore di {\displaystyle {D_{c}}}, ricavabile da analisi granulometriche dei sedimenti:
{\displaystyle \Delta p={y_{a} \over y}},
si può ricavare infine:
{\displaystyle y_{d}=y_{a}\cdot {\Bigl (}{{1 \over \Delta p}-1}{\Bigr )}}.

### Estensione del corazzamento
L'estensione nel senso longitudinale del corso fluviale è di difficile stima qualora l'erosione sia dovuta principalmente al corazzamento. Tuttavia, è possibile stimare il volume totale di materiale eroso {\displaystyle V_{d}\ [m^{3}]}, trascorso un periodo di tempo {\displaystyle t_{d}\ [anni]} pari ad esempio alla vita utile dell'opera responsabile dell'innesco del fenomeno del corazzamento, conoscendo il volume annuo di materiale eroso {\displaystyle V_{y}\ [m^{3}/anno]}, sempre sotto l'ipotesi (2) di pendenze d'alveo costanti; in tal caso si ha:
{\displaystyle V_{d}=V_{y}\cdot t_{d}}.
Con il passare del tempo il corazzamento progredirà a valle del manufatto che ha innescato il processo.

## Pendenza di equilibrio
Nel caso in cui in un alveo fluviale le dimensioni dei sedimenti non consentano il determinarsi di un corazzamento, l'equilibrio può essere raggiunto tramite la modifica della pendenza del fondo alveo; si definisce perciò pendenza di equilibrio quella pendenza che equilibra il trasporto solido in ingresso al tratto con quello in uscita.
I principali approcci al calcolo della pendenza di equilibrio {\displaystyle i_{f}} sono i seguenti:
- Schoklitsch;
- Meyer-Peter, Muller;
- Lane;
- Shields.

### Schoklitsch
La pendenza di equilibrio è determinabile dalla seguente:
{\displaystyle i_{f}=0,000293\cdot \left({\frac {D_{m}\cdot B}{Q}}\right)^{3/4}}
dove:
- {\displaystyle i_{f}} è la pendenza di equilibrio {\displaystyle [m/m]}
- {\displaystyle D_{m}} è il diametro medio dei sedimenti {\displaystyle [mm]}
- {\displaystyle B} è la larghezza dell'alveo {\displaystyle [m]}
- {\displaystyle Q} è la portata dominante {\displaystyle [m^{3}/s]}

### Meyer-Peter, Muller
La pendenza di equilibrio è determinabile dalla seguente:
{\displaystyle i_{f}=0,058\cdot {{\frac {Q}{Q_{B}}}\cdot n_{S}^{3/2} \over h\cdot D_{90}^{1/4}\cdot D_{m}}}
dove:
- {\displaystyle i_{f}} è la pendenza di equilibrio, adimensionale;
- {\displaystyle D_{m}} è il diametro medio dei sedimenti, in {\displaystyle [mm]};
- {\displaystyle {\frac {Q}{Q_{B}}}} è il rapporto tra portata totale e portata nel all'interno del canale, solitamente rapporto pari a 1 per portata dominante;
- {\displaystyle h} è la profondità media dell'acqua per la portata {\displaystyle Q} scelta, in {\displaystyle [m]}
- {\displaystyle n_{S}} è la scabrezza Manning per il letto del fiume, in {\displaystyle [s\cdot m^{-1/3}]};
- {\displaystyle D_{90}} è il diametro per il quale il 90% dei sedimenti è più fine, in {\displaystyle [mm]}

### Lane
La pendenza di equilibrio, sotto l'ipotesi di moto uniforme {\displaystyle (J=i_{f})} e di alveo molto largo ({\displaystyle B\gg h}), si ottiene riarrangiando i termini da {\displaystyle \tau _{c}=\gamma _{w}\cdot h\cdot i_{f}}, ottenendo:
{\displaystyle i_{f}={\frac {\tau _{c}}{\gamma _{w}\cdot h}}}
dove:
- {\displaystyle i_{f}} è la pendenza di equilibrio, adimensionale;
- {\displaystyle B} è la larghezza del fondo alveo, in {\displaystyle [m]};
- {\displaystyle h} è il tirante idrico nell'alveo, in {\displaystyle [m]};
- {\displaystyle \gamma _{w}} è il peso specifico dell'acqua, in {\displaystyle [N/m^{3}]};
- {\displaystyle \tau _{c}} è la tensione tangeziale della corrente agente sul fondo determinata dal grafico sperimentale di Lane in funzione del diametro medio dei sedimenti {\displaystyle D_{m}}, in {\displaystyle [Pa]};
- {\displaystyle R_{H}} raggio idraulico, in {\displaystyle [m]}.

### Shields
La determinazione della pendenza di equilibrio dal diagramma di Shields, ricavati i valori di {\displaystyle h} e {\displaystyle R_{H}} dalla portata {\displaystyle Q} scelta, necessita di un metodo ricorsivo:
1. si sceglie un valore di primo tentativo per {\displaystyle i_{f}};
2. si determina il numero di Reynolds {\displaystyle Re_{c}}, tramite la seguente formula:
{\displaystyle Re_{c}={v_{c}\cdot D_{m} \over \nu }={{\sqrt {g\cdot R_{H}\cdot i_{f}}}\cdot D_{m} \over \nu }}, essendo {\displaystyle v_{c}={\sqrt {g\cdot R_{H}\cdot i_{f}}}} , nel caso di moto uniforme ({\displaystyle J=i_{f}});
3. si ricava la tensione adimensionale {\displaystyle \Psi _{c}} dal diagramma di Shields;
4. si calcola il valore di {\displaystyle i_{f}} in funzione del {\displaystyle \Psi _{c}} determinato al punto (3);
{\displaystyle i_{f}={\Psi _{c}\cdot {{(\gamma _{s}-\gamma _{w})\cdot D_{c}} \over \gamma _{w}\cdot h}}}
5. si ripete dal punto (1) al punto (4) con il nuovo valore di {\displaystyle i_{f}} determinato al punto (4) finché lo scostamento tra i valori di {\displaystyle i_{f}} ottenuti è sufficientemente piccolo.